# Raúl Leguías
Raúl Moisés Leguías Ávila (Colón, Panamá, 9 de octubre de 1983) es un futbolista panameño naturalizado nicaragüense, juega como Centro delantero y actualmente juega en la Asocitación Deportivo Santa Rosa de la Segunda División de Costa Rica. Pertenece a la agencia de representación Aspisal Sports.

## 100 goles
Con el tanto que convirtió para poner el 2-0 parcial ante Sébaco, en un partido que UNAN Managua terminaría ganando por 4-1, Raúl Leguías celebró el centenar de goles en tierras nicaragüenses. Es el tercer tanto con la camiseta de su actual equipo, tres marcados con América Managua, 4 que señaló en su paso por Real Estelí, 19 que anotó con Deportivo Masatepe, 19 con Managua FC, 25 con Diriangén y los 27 que señaló con Walter Ferretti.

## Selección nacional
Leguías se convirtió en ciudadano naturalizado de Nicaragua en 2010, y recibió su primera convocatoria para jugar con la Selección de Nicaragua para los partidos de Clasificación de Concacaf para la Copa Mundial de Fútbol de 2014.

### Goles internacionales
Resumen de Goles con la Selección de Nicaragua
- Fue convocado en la copa uncaf 2011 en Panamá, eliminatoria 2012, Copa Uncaf 2013, Costa Rica, eliminatoria actual, Russia 2018. 5 goles

- Amistosos 2 goles contra Cuba.

- Amistosos 1 Gol contra Honduras.

- Copa de Oro 0 goles

- Copa Centroamericana 0 goles

- Goles Totales: 8 goles

## Clubes
| Club                   | País        | Año         |
| ---------------------- | ----------- | ----------- |
| Sporting San Miguelito | Panamá      | 1998 - 2000 |
| Plaza Amador           | Panamá      | 2000 - 2001 |
| Tauro FC               | Panamá      | 2001 - 2002 |
| Club Deportivo Colonia | Uruguay     | 2002 - 2003 |
| Árabe Unido            | Panamá      | 2003 - 2004 |
| América Managua        | Nicaragua   | 2004 - 2005 |
| Deportivo Masatepe     | Nicaragua   | 2005 - 2006 |
| Platense Municipal     | El Salvador | 2006 - 2007 |
| Deportivo Masatepe     | Nicaragua   | 2006 - 2007 |
| Diriangén FC           | Nicaragua   | 2007 - 2008 |
| Deportivo San Pedro    | Guatemala   | 2008 - 2009 |
| Managua FC             | Nicaragua   | 2009 - 2010 |
| Real Estelí            | Nicaragua   | 2010 - 2011 |
| Managua FC             | Nicaragua   | 2011 - 2012 |
| FC Onze Bravos         | Angola      | 2012        |
| Diriangén FC           | Nicaragua   | 2012 - 2013 |
| Cerro Largo FC         | Uruguay     | 2013 - 2014 |
| Walter Ferretti        | Nicaragua   | 2013 - 2014 |
| AS Puma Generaleña     | Costa Rica  | 2015        |
| Walter Ferretti        | Nicaragua   | 2015 - 2016 |
| UNAN                   | Nicaragua   | 2016 - 2017 |
| Chinandega FC          | Nicaragua   | 2018        |
| AD Santa Rosa          | Costa Rica  | 2019 - 2020 |
| AD Cofutpa             | Costa Rica  | 2020        |
| Turrialba FC           | Costa Rica  | 2021        |